# National Book Critics Circle Awards
Les National Book Critics Circle Awards sont des prix littréraires américains décernés chaque année depuis 1975 par le National Book Critics Circle (en) (NBCC), pour promouvoir les meilleurs livres et revues publiés en anglais.
Les prix se répartissent en six grandes catégories : romans et nouvelles, poésie, mémoires/autobiographie, biographie, et critique.

## Fiction
- 1975 : E. L. Doctorow pour Ragtime
- 1976 : John Gardner pour October Light
- 1977 : Toni Morrison pour Le Chant de Salomon
- 1978 : John Cheever pour The Stories of John Cheever
- 1979 : Thomas Flanagan pour The Year of the French
- 1980 : Shirley Hazzard pour The Transit of Venus
- 1981 : John Updike pour Rabbit est riche
- 1982 : Stanley Elkin pour George Mills
- 1983 : William J. Kennedy pour L'Herbe de fer
- 1984 : Louise Erdrich pour Love Medicine
- 1985 : Anne Tyler pour Voyageur malgré lui
- 1986 : Reynolds Price pour Kate Vaiden
- 1987 : Philip Roth pour La Contrevie
- 1988 : Bharati Mukherjee pour The Middleman and Other Stories
- 1989 : E. L. Doctorow pour Billy Bathgate
- 1990 : John Updike pour Rabbit en paix
- 1991 : Jane Smiley pour A Thousand Acres
- 1992 : Cormac McCarthy pour De si jolis chevaux
- 1993 : Ernest J. Gaines pour Dites-leur que je suis un homme
- 1994 : Carol Shields pour The Stone Diaries
- 1995 : Stanley Elkin pour Mrs. Ted Bliss
- 1996 : Gina Berriault pour Women in Their Beds
- 1997 : Penelope Fitzgerald pour The Blue Flower
- 1998 : Alice Munro pour The Love of a Good Woman
- 1999 : Jonathan Lethem pour Motherless Brooklyn
- 2000 : Jim Crace pour Being Dead
- 2001 : W. G. Sebald pour Austerlitz
- 2002 : Ian McEwan pour Expiation
- 2003 : Edward P. Jones pour Le Monde connu
- 2004 : Marilynne Robinson pour Gilead
- 2005 : E. L. Doctorow pour La Marche
- 2006 : Kiran Desai pour The Inheritance of Loss
- 2007 : Junot Díaz pour La Brève et Merveilleuse Vie d'Oscar Wao (Riverhead)[1],[2]
- 2008 : Roberto Bolaño pour 2666. (Farrar, Straus and Giroux)[3]
- 2009 : Hilary Mantel pour Dans l'ombre des Tudors
- 2010 : Jennifer Egan pour Qu'avons-nous fait de nos rêves ?
- 2011 : Edith Pearlman pour Binocular Vision: New and Selected Stories
- 2012 : Ben Fountain pour Un jour dans la vie de Billy Lynn
- 2013 : Chimamanda Ngozi Adichie pour Americanah
- 2014 : Marilynne Robinson pour Lila
- 2015 : Paul Beatty pour Moi contre les États-Unis d'Amérique
- 2016 : Louise Erdrich pour LaRose
- 2017 : Joan Silber pour Improvement
- 2018 : Anna Burns pour Milkman
- 2019 : Edwidge Danticat pour Everything Inside
- 2020 : Maggie O'Farrell pour Hamnet
- 2021 : Honorée Fanonne Jeffers pour The Love Songs of W.E.B. Du Bois

## Ouvrages généraux de non-fiction
- 1975 : R. W. B. Lewis pour Edith Wharton: A Biography
- 1976 : Maxine Hong Kingston pour The Woman Warrior: Memoirs of a Girlhood among Ghosts
- 1977 : Walter Jackson Bate pour Samuel Johnson
- 1978 : Maureen Howard pour Facts of Life
- 1979 : Telford Taylor pour Munich: The Price of Peace
- 1980 : Ronald Steel pour Walter Lippmann and the American Century
- 1981 : Stephen Jay Gould pour The Mismeasure of Man
- 1982 : Robert Caro pour The Path to Power: The Years of Lyndon Johnson (en)
- 1983 : Seymour M. Hersh pour The Price of Power: Kissinger in the Nixon White House
- 1984 : Freeman Dyson pour Weapons and Hope
- 1985 : J. Anthony Lukas pour Common Ground: A Turbulent Decade in the Lives of Three American Families
- 1986 : John W. Dower pour War Without Mercy: Race and Power in the Pacific War
- 1987 : Richard Rhodes pour The Making of the Atomic Bomb
- 1988 : Taylor Branch pour Parting the Waters: America in the King Years, 1954–63,
- 1989 : Michael Dorris pour The Broken Cord
- 1990 : Shelby Steele pour The Content of Our Character: A New Vision of Race in America
- 1991 : Susan Faludi pour Backlash: The Undeclared War Against American Women
- 1992 : Norman Maclean pour Young Men and Fire
- 1993 : Alan Lomax pour The Land Where the Blues Began
- 1994 : Lynn H. Nicholas pour Le Pillage de l'Europe, sous-titré Les œuvres d'art volées par les nazis
- 1995 : Jonathan Harr pour A Civil Action
- 1996 : Jonathan Raban pour Bad Land: An American Romance
- 1997 : Anne Fadiman pour The Spirit Catches You and You Fall Down
- 1998 : Philip Gourevitch pour We Wish to Inform You That Tomorrow We Will Be Killed With Our Families
- 1999 : Jonathan Weiner pour Time, Love, Memory: A Great Biologist and His Quest for the Origins of Behavior
- 2000 : Ted Conover pour Newjack: Guarding Sing Sing
- 2001 : Nicholson Baker pour Double Fold: Libraries and the Assault on Paper
- 2002 : Samantha Power pour A Problem from Hell: America and the Age of Genocide
- 2003 : Paul Hendrickson pour Sons of Mississippi
- 2004 : Diarmaid MacCulloch pour The Reformation: A History
- 2005 : Svetlana Alexievitch pour Voices from Chernobyl: The Oral History of a Nuclear Disaster
- 2006 : Simon Schama pour Rough Crossings: Britain, the Slaves and the American Revolution
- 2007 : Harriet Washington pour Medical Apartheid: The Dark History of Medical Experimentation on Black Americans from Colonial Times to the Present (Doubleday)
- 2008 : Dexter Filkins pour The Forever War, (Knopf)
- 2009 : Richard Holmes pour The Age of Wonder: How the Romantic Generation Discovered the Beauty and Terror of Science
- 2010 : Isabel Wilkerson pour The Warmth of Other Suns: The Epic Story of America's Great Migration
- 2011 : Maya Jasanoff pour Liberty's Exiles: American Loyalists in the Revolutionary World
- 2012 : Andrew Solomon pour Far from the Tree: Parents, Children, and the Search for Identity
- 2013 : Sheri Fink pour Five Days at Memorial: Life and Death in a Storm-Ravaged Hospital
- 2014 : David Brion Davis pour The Problem of Slavery in the Age of Emancipation
- 2015 : Sam Quinones pour Dreamland: The True Story of America’s Opiate Epidemic
- 2016 : Matthew Desmond pour Evicted: Poverty and Profit in the American City
- 2017 : Frances FitzGerald pour The Evangelicals: The Struggle to Shape America
- 2018 : Steve Coll pour Directorate S: The C.I.A. and America’s Secret Wars in Afghanistan and Pakistan
- 2019 : Patrick Radden Keefe  pour Say Nothing: The True Story of Murder and Memory in Northern Ireland
- 2020 : Tom Zoellner  pour Island on Fire: The Revolt That Ended Slavery in the British Empire
- 2021 : Clint Smith pour How the Word Is Passed: A Reckoning with the History of Slavery Across America

## Biographie et autobiographie
Ces deux catégories étaient associées jusqu'en 2005, année où deux prix récompensent ces deux catégories séparément.

### Autobiographie
- 2005 : Francine du Plessix Gray pour Them: A Memoir of Parents
- 2006 : Daniel Mendelsohn pour Les Disparus
- 2007 : Edwidge Danticat pour Brother, I'm Dying (Knopf)
- 2008 : Ariel Sabar (en), My Father’s Paradise: A Son’s Search for His Jewish Past in Kurdish Iraq, (Algonquin)
- 2009 : Diana Athill pour Somewhere Towards the End
- 2010 : Darin Strauss pour Half a Life
- 2011 : Mira Bartók (en), The Memory Palace
- 2012 : Leanne Shapton (en), Swimming Studies
- 2013 : Amy Wilentz (en), Farewell, Fred Voodoo: A Letter From Haiti
- 2014 : Roz Chast pour Can’t We Talk About Something More Pleasant?
- 2015 : Margo Jefferson pour Negroland: A Memoir
- 2016 : Hope Jahren pour Lab Girl
- 2017 : Guo Xiaolu pour Nine Continents: A Memoir In and Out of China
- 2018 : Nora Krug pour Belonging: A German Reckons With History and Home
- 2019 : Chanel Miller pour Know My Name: A Memoir
- 2020 : Cathy Park Hong pour Minor Feelings: An Asian American Reckoning
- 2021 : Jeremy Atherton Lin pour Gay Bar: Why We Went Out

### Biographie
- 2005 : Kai Bird et Martin J. Sherwin pour American Prometheus: The Triumph and Tragedy of J. Robert Oppenheimer
- 2006 : Julie Phillips pour James Tiptree, Jr.: The Double Life of Alice B. Sheldon
- 2007 : Tim Jeal pour Stanley: The Impossible Life of Africa's Greatest Explorer (Yale University Press)
- 2008 : Patrick French pour The World is What it is: The Authorized Biography of V. S. Naipaul (Knopf)
- 2009 : Blake Bailey pour Cheever: A Life
- 2010 : Sarah Bakewell pour How To Live, Or A Life Of Montaigne
- 2011 : John Lewis Gaddis pour George F. Kennan: An American Life
- 2012 : Robert Caro pour The Passage of Power: The Years of Lyndon Johnson (en)
- 2013 : Leo Damrosch pour Jonathan Swift: His Life and His World

### Biographie et autobiographie (jusqu'en 2004)
- 1983 : Joyce Johnson pour Minor Characters
- 1984 : Joseph Frank pour Dostoevsky: The Years of Ordeal, 1850–1859
- 1985 : Leon Edel pour Henry James: A Life
- 1986 : Theodore Rosengarten pour Tombee: Portrait of a Cotton Planter
- 1987 : Donald R. Howard pour Chaucer: His Life, His Works, His World
- 1988 : Richard Ellmann pour Oscar Wilde
- 1989 : Geoffrey C. Ward pour A First-Class Temperament: The Emergence of Franklin Roosevelt
- 1990 : Robert Caro pour Means of Ascent: The Years of Lyndon Johnson, Vol. II (en)
- 1991 : Philip Roth pour Patrimoine : Une histoire vraie
- 1992 : Carol Brightman pour Writing Dangerously: Mary McCarthy and Her World
- 1993 : Edmund White pour Genet
- 1994 : Mikal Gilmore pour Shot in the Heart
- 1995 : Robert Polito pour Savage Art: A Biography of Jim Thompson
- 1996 : Frank McCourt pour Les Cendres d'Angela
- 1997 : James Tobin pour Ernie Pyle's War: America's Eyewitness to World War II
- 1998 : Sylvia Nasar pour A Beautiful Mind
- 1999 : Henry Wiencek pour The Hairstons: An American Family in Black and White
- 2000 : Herbert P. Bix pour Hirohito and the Making of Modern Japan
- 2001 : Adam Sisman pour Boswell's Presumptuous Task: The Making of the Life of Dr.Johnson
- 2002 : Janet Browne pour Charles Darwin: The Power of Place, Vol. II
- 2003 : William Taubman pour Khrushchev: The Man and His Era
- 2004 : Mark Stevens et Annalyn Swan pour De Kooning: An American Master

## Poésie
- 1975 : John Ashbery pour Self-Portrait in A Convex Mirror
- 1976 : Elizabeth Bishop pour Geography III
- 1977 : Robert Lowell pour Day by Day
- 1978 : L. E. Sissman pour Hello, Darkness: The Collected Poems of L. E. Sissman
- 1979 : Philip Levine pour Ashes: Poems New and Old et 7 Years From Somewhere
- 1980 : Frederick Seidel pour Sunrise
- 1981 : A. R. Ammons pour A Coast of Trees
- 1982 : Katha Pollitt pour Antarctic Traveler
- 1983 : James Merrill pour The Changing Light at Sandover
- 1984 : Sharon Olds pour The Dead and the Living
- 1985 : Louise Glück pour The Triumph of Achilles
- 1986 : Edward Hirsch pour Wild Gratitude
- 1987 : C. K. Williams pour Flesh and Blood
- 1988 : Donald Hall pour That One Day
- 1989 : Rodney Jones pour Transparent Gestures
- 1990 : Amy Gerstler pour Bitter Angel
- 1991 : Albert Goldbarth pour Heaven and Earth: A Cosmology
- 1992 : Hayden Carruth pour Collected Shorter Poems 1946–1991
- 1993 : Mark Doty pour My Alexandria
- 1994 : Mark Rudman pour Rider
- 1995 : William Matthews pour Time and Money
- 1996 : Robert Hass pour Sun Under Wood
- 1997 : Charles Wright pour Black Zodiac
- 1998 : Marie Ponsot pour The Bird Catcher
- 1999 : Ruth Stone pour Ordinary Words
- 2000 : Judy Jordan pour Carolina Ghost Woods
- 2001 : Albert Goldbarth pour Saving Lives
- 2002 : B.H. Fairchild pour Early Occult Memory Systems of the Lower Midwest
- 2003 : Susan Stewart pour Columbarium
- 2004 : Adrienne Rich pour The School Among the Ruins
- 2005 : Jack Gilbert pour Refusing Heaven
- 2006 : Troy Jollimore pour Tom Thomson in Purgatory
- 2007 : Mary Jo Bang pour Elegy (Graywolf)
- 2008[4] :
- 2009 : Rae Armantrout pour Versed
- 2010 : C.D. Wright pour One With Others
- 2011 : Laura Kasischke pour Space, In Chains
- 2012 : D. A. Powell pour Useless Landscape, or A Guide for Boys
- 2013 : Frank Bidart pour Metaphysical Dog
- 2014 : Claudia Rankine pour Citizen: An American Lyric
- 2015 : Ross Gay pour Catalogue of Unabashed Gratitude
- 2016 : Ishion Hutchinson pour House of Lords and Commons
- 2017 : Layli Long Soldier pour Whereas
- 2018 : Ada Limón pour The Carrying
- 2019 : Morgan Parker pour Magical Negro
- 2020 : Francine J. Harris pour Here Is The Sweet Hand
- 2021 : Diane Seuss pour Frank: Sonnets
  - August Kleinzahler pour Sleeping it Off in Rapid City, (Farrar, Straus and Giroux)
  - Juan Felipe Herrera pour Half the World in Light, (University of Arizona Press)

## Critique
- 1975 : Paul Fussell pour The Great War and Modern Memory
- 1976 : Bruno Bettelheim pour The Uses of Enchantment: The Meaning and Importance and Importance of Fairy Tales
- 1977 : Susan Sontag pour On Photography
- 1978 : Meyer Schapiro pour Modern Art: 19th and 20th Centuries (Selected Papers, Volume 2)
- 1979 : Elaine Pagels pour The Gnostic Gospels
- 1980 : Helen Vendler pour Part of Nature, Part of Us: Modern American Poets
- 1981 : Virgil Thomson pour A Virgil Thomson Reader
- 1982 : Gore Vidal pour The Second American Revolution and Other Essays
- 1983 : John Updike pour Hugging the Shore: Essays and Criticism
- 1984 : Robert Hass pour Twentieth Century Pleasures: Prose on Poetry
- 1985 : William H. Gass pour Habitations of the Word: Essays
- 1986 : Joseph Brodsky pour Less Than One: Selected Essays
- 1987 : Edwin Denby pour Dance Writings
- 1988 : Clifford Geertz pour Works and Lives: The Anthropologist as Author
- 1989 : John Clive, Not by Fact Alone: Essays on the Writing and Reading of History
- 1990 : Arthur Danto pour Encounters and Reflections: Art in the Historical Present
- 1991 : Lawrence L. Langer pour Holocaust Testimonies: The Ruins of Memory
- 1992 : Garry Wills pour Lincoln at Gettysburg: The Words That Remade America
- 1993 : John Dizikes pour Opera in America: A Cultural History
- 1994 : Gerald Early pour The Culture of Bruising: Essays on Prizefighting, Literature, and Modern American Culture
- 1995 : Robert Darnton pour The Forbidden Best-Sellers of Pre-Revolutionary France
- 1996 : William H. Gass pour Finding a Form
- 1997 : Mario Vargas Llosa pour Making Waves
- 1998 : Gary Giddins pour Visions of Jazz: The First Century
- 1999 : Jorge Luis Borges pour Selected Non-Fictions
- 2000 : Cynthia Ozick pour Quarrel & Quandary
- 2001 : Martin Amis pour The War Against Cliché: Essays and Reviews, 1971–2000
- 2002 : William H. Gass pour Tests of Time
- 2003 : Rebecca Solnit pour River of Shadows: Eadweard Muybridge and the Technological Wild West
- 2004 : Patrick Neate pour Where You're At: Notes From the Frontline of a Hip-Hop Planet
- 2005 : William Logan pour The Undiscovered Country: Poetry in the Age of Tin
- 2006 : Lawrence Weschler pour Everything That Rises: A Book of Convergences
- 2007 : Alex Ross pour The Rest Is Noise: Listening to the Twentieth Century
- 2007 : Alex Ross pour The Rest Is Noise: Listening to the Twentieth Century (Farrar, Straus & Giroux)
- 2008 : Seth Lerer pour Children’s Literature: A Reader's History from Aesop to Harry Potter, (University of Chicago Press)
- 2008 : Seth Lerer pour Children’s Literature: A Readers’ History: Reader’s History from Aesop to Harry Potter
- 2009 : Eula Biss pour Notes from No Man's Land: American Essays
- 2010 : Clare Cavanagh pour Lyric Poetry and Modern Politics: Russia, Poland, and the West
- 2011 : Geoff Dyer pour Otherwise Known as the Human Condition: Selected Essays and Reviews
- 2012 : Marina Warner pour Stranger Magic: Charmed States and the Arabian Nights
- 2013 : Franco Moretti pour Distant Reading
- 2014 : Ellen Willis, éditée par Nona Willis Aronowitz, The Essential Ellen Willis
- 2015 : Maggie Nelson pour Les Argonautes
- 2016 : Carol Anderson pour White Rage: The Unspoken Truth of Our Racial Divide
- 2017 : Carina Chocano pour You Play the Girl: On Playboy Bunnies, Stepford Wives, Train Wrecks, & Other Mixed Messages
- 2018 : Zadie Smith pour Feel Free: Essays
- 2019 : Saidiya Hartman pour Wayward Lives, Beautiful Experiments: Intimate Stories of Social Upheaval
- 2020 : Nicole R. Fleetwood pour Marking Time: Art in the Age of Mass Incarceration
- 2021 : Melissa Febos pour Girlhood

## Nona Balakian Citation d'excellence pour la critique
- 1991 : George Scialabba
- 1992 : Elizabeth Ward
- 1993 : Brigitte Frase
- 1994 : JoAnn C. Gutin
- 1995 : Laurie Stone
- 1996 : Dennis Drabelle
- 1997 : Thomas Mallon
- 1998 : Albert Mobilio
- 1999 : Benjamin Schwarz
- 2000 : Daniel Mendelsohn
- 2001 : Michael Gorra
- 2002 : Maureen N. McLane
- 2003 : Scott McLemee
- 2004 : David Orr, collaborateur de The New York Times Book Review and Poetry
- 2005 : Wyatt Mason, collaborateur de Harper's, The New Yorker, The New Republic
- 2006 : Steven G. Kellman
- 2007 : Sam Anderson du New York magazine
- 2008 : Ron Charles du The Washington Post
- 2009 : Joan Acocella du The New Yorker
- 2010 : Parul Sehgal du Publishers Weekly
- 2011 : Kathryn Schulz, critique au New York magazine
- 2012 : William Deresiewicz (en), contributeur du The Nation et The American Scholar
- 2013 : Katherine A. Powers contributrice de nombreuses rubriques littéraires dont au Boston Globe et Washington Post.
- 2014 : Alexandra Schwartz
- 2015 : Carlos Lozada
- 2016 : Michelle Dean
- 2017 : Charles Finch
- 2018 : Maureen Corrigan
- 2019 : Katy Waldman
- 2020 : Josephine Livingstone
- 2021 : Merve Emre

## Ivan Setrof Lifetime Achievement Award
Ce prix a également été présenté comme le Prix Setrof Ivan pour l'ensemble des réalisations de l'édition et Ivan Setrof Award, Contribution à l'American Arts & Lettres.
- 1982 : Leslie A. Marchand (en)
- 1984 : Library of America
- 1987 : Robert Giroux
- 1989 : James Laughlin
- 1990 : Donald Keene
- 1994 : William Maxwell
- 1995 : Alfred Kazin et Elizabeth Hardwick
- 1996 : Albert Murray
- 1997 : Leslie Fiedler (en)
- 1999 :
- 2000 : Barney Rosset (en)
- 2001 : Jason Epstein (en)
- 2002 : Richard Howard
- 2003 : Studs Terkel
- 2004 : Louis D. Rubin Jr. (en), fondateur de Algonquin Press et auteur et éditeur de plus de 50 livres
- 2005 : Bill Henderson, fondateur de Pushcart Press
- 2006 : John Leonard
- 2007 : Emilie Buchwald (en), écrivaine, éditrice, fondatrice et éditrice des éditions Asclépiade, à Minneapolis
- 2008 : PEN America (en) Center[5]
- 2009 : Joyce Carol Oates
- 2010 : Dalkey Archive Press (en)
- 2011 : Robert B. Silvers, éditeur de The New York Review of Books
- 2012 :
- 2013 : Rolando Hinojosa-Smith (en)
- 2014 : Toni Morrison
- 2015 : Wendell Berry
- 2016 : Margaret Atwood
- 2017 : John McPhee
- 2018 : Arte Público Press (en)
- 2019 : Naomi Shihab Nye (en)
- 2020 : Feminist Press de l'université de la ville de New York
- 2021 : Percival Everett
  - Lawrence Ferlinghetti
  - Setra Gilbert
  - Susan Gubar (en)
  - Pauline Kael

## Prix John Leonard du meilleur premier livre
Ce prix a également été présenté comme le Prix Setrof Ivan pour l'ensemble des réalisations de l'édition et Ivan Setrof Award, Contribution à l'American Arts & Lettres.
- 2013 : Anthony Marra pour Une constellation de phénomènes vitaux
- 2014 : Phil Klay pour Redeployment
- 2015 : Kirstin Valdez Qe (en), Night at the Fiestas
- 2016 : Yaa Gyasi pour No Home
- 2017 : Carmen Maria Machado pour Her Body and Other Parties
- 2018 : Tommy Orange pour Ici n'est plus ici
- 2019 : Sarah M. Broom (en), The Yellow House
- 2020 : Raven Leilani pour Luster